# Sabatieria lyonessa
Sabatieria lyonessa is een rondwormensoort uit de familie van de Comesomatidae. De wetenschappelijke naam van de soort is voor het eerst geldig gepubliceerd in 1977 door Warwick.